# 天堂之门主教座堂
天堂之门主教座堂 (西班牙語： Catedral de Porta Coeli)是默基特希腊礼天主教墨西哥城天堂之母教区的主教座堂，位于墨西哥首都墨西哥城。这是墨西哥城的三座天主教主教座堂之一。
1988年教区成立时，该堂成为主教座堂。